# Walter Scott
Walter Scott, född 15 augusti 1771 i Edinburgh, död 21 september 1832 på Abbotsford House i Scottish Borders, var en brittisk (skotsk) skald och författare. Scott är känd för att ha skapat den historiska romangenren. Han åtnjöt en enorm popularitet redan under sin livstid och var i särklass den mest lästa romanförfattaren i början av 1800-talet. Under sin levnad skrev Scott sammanlagt 29 romaner varav den mest kända är Ivanhoe (1820). Han adlades 1820.

## Biografi

### Unga år
Walter Scott föddes i Edinburgh. Scott kom till världen som första barn i en barnaskara på tolv. Som liten drabbades han av förlamning i ena benet. Han studerade först vid Edinburgh High school, och därefter anträdde han juridikstudier vid Edinburgh University. Scott utnämndes till advokat 1792, och 1799 tillträdde han som vicesheriff i Selkirk. På julafton 1797 hade han och Margaret Charlotte Charpentier ingått äktenskap. De fick två söner och två döttrar tillsammans. Paret var gifta intill Margaret Charlottes död 1826.

### Flott i slott
1811 förvärvade Scott mark i Abbotsford vid floden Tweed, där han lät bygga sitt magnifika slottsliknande hem Abbotsford House. Här levde han på stor fot, över sina resurser. Efter svåra sjukdomsår i slutet av 1810-talet adlades han 1820. Samma år valdes han till president i Royal Society of Edinburgh.
År 1826 blev Scott indragen i en bokhandlarkonkurs varefter hans personliga skuld uppgick till ofantliga 130 000 pund. Ännu en gång drabbades Scott av ohälsa vars orsaker det ligger nära till hands att söka i det höga arbetstempot, forcerandet av nya böcker och den ständiga jakten på pengar. I ett sista desperat försök att återfå hälsan avreste Scott till Italien, för att kort efter hemkomsten till Abbotsford avlida hösten 1832.

### Översättare och utgivare
Sina första litterära ansatser gjorde Scott – om än anonymt – som översättare. 1797 utkom hans tolkning av Gottfried August Bürgers poem Der Wilde Jäger och två år därpå en översättning av Goethes drama Götz von Berlichingen. Uppenbarligen språkmäktig behärskade Scott – förutom tyska – latin, italienska, franska och spanska. 1802–1803 utkom under Scotts redaktion tre samlingar med skotsk folkdiktning under titeln Minstrelsy of the Scottish border. 1809 var Scott med om att grunda tidskriften Quarterly Review. I tidskriften, vars åsikter låg nära Torypartiets, bidrog Scott själv med artiklar och upprop.

### Förläggare
Tillsammans med John och James Ballantyne grundade Scott ett förlagshus men affärerna gick dåligt och konkursen var ett faktum 1811. Scott räddades av en personlig välgörare - Archibald Constable. Det var nu han hade resurser att skaffa sig en stor egendom, Abbotsford House, som förvandlades till ett område av kungliga mått. Det var också här han skrev färdigt första boken, Waverley, i sin svit av historiska romaner.

### Poet
Som Scotts första större diktverk räknas The Lay of the last Minstrel (1805) - ett poem i den franska riddardiktningens anda, men med innehåll hämtat från Skottland.
En av Scotts mest kända dikter är Lady of the Lake från 1809:
- Om vid din levnads färd på otryggt hav ditt segel rivs i plötslig ofärd, om fåfängt, trofast, vis och tapper du lidande, försakelse och flykt fått utstå i nyckfull storm. Ödsla ej suckan över att ditt öde skiftat, ej över ogin överhöghet och trogna vänners svek. Möt upp där andens skyldskap väntar leende att hälsa dig på enslig ö.

Denna dikt, som ursprungligen handlar om Viviane, en mytisk figur från sagorna om Kung Artur, har på senare år även kommit att förknippas med Diana, prinsessa av Wales.

## Historiska romaner
Scott lät utge sina första historiska romaner anonymt; bl.a. Waverley, The Bride of Lamer Moor, Ivanhoe, Rob Roy, Guy Mannering och The Heart of Midlothian.
I många av hans verk, till exempel Ivanhoe, skriver han om kämpar och kärlek. Vad gäller det senare fanns oftast två kvinnor involverade i Scotts berättelser.

## Verk i urval
(Förkortade och bearbetade översättningar ej medtagna nedan)
- 1805 - The Lay of the Last Minstrel (poesi)
  - Den siste bardens sång (översättning John Sand (dvs. Johan Sandblad), Hæggström, 1872)
- 1810 - The lady of the lake (poesi)
  - Sjöfröken (översättning Lars Arnell, Stockholm: Georg Scheutz, 1828)
- 1814 - Waverley
  - Waverley, eller Skottland för 80 år sedan (översättning Jacob Ekelund, Stockholm, 1824-1826)
  - Waverley eller För sextio år sedan (anonym översättning, Stockholm, 1855)
  - Waverley eller Det var för sextio år sedan (översättning Axel Ljungberg, Natur och kultur, 1963)
- 1815 - Guy Mannering or The Astrologer
  - Guy Mannering eller Astrologen (anonym översättning, Hellsten, 1855)
  - Guy Mannering (anonym översättning, Stockholm, 1878)
- 1815 - The field of Waterloo
  - Slagfältet vid Waterloo (anonym översättning, Stockholm, 1830)
- 1816 - The Antiquary
  - Jonathan Oldbuck eller Fornforskaren (översättning Theodor Sundler, Stockholm, 1827)
  - Fornforskaren (anonym översättning, Hellsten, 1856)
- 1816 - The black dwarf
  - Den svarte dvärgen, den första af värdshusvärdens berättelser, en skotsk folksaga (anonym översättning, Mariefred, 1825)
  - Den svarte dvärgen och Montrose (anonym översättning, Hellsten, 1857)
  - Den svarte dvärgen (översättning Ernst Grafström, Holmquist, 1913)
- 1816 - Paul's Letters to his Kinsfolk
  - Pauls bref till sina fränder, innehållande en berättelse om slaget vid Waterloo och de derpå följande händelser i Frankrike (anonym översättning, Mariefred, 1826)
- 1816 - Tales of the old mortality
  - Fanatismen (översättning Gustaf Adolf Wulf, Stockholm, 1824)
  - Fanatismen (anonym översättning, Hellsten, 1855)
- 1817 - Rob Roy
  - Rob Roy (översättning Gustaf Adolf Wulf, Stockholm, 1824-1825)
  - Rob Roy (anonym översättning, Hellsten, 1855)
- 1818 - The Heart of Midlothian
  - Midlothians hjerta (översättning Gustaf Adolf Wulf, Stockholm, 1824)
  - Midlothians hjerta (anonym översättning, Hellsten, 1854)
  - Midlothians hjärta (översättning M. A. Goldschmidt, Bonnier, 1926)
  - Klockorna ringer i S:t Leonard (anonym översättning?, Harrier, 1948)
- 1819 - The Bride of Lammermoor
  - Bruden (översättning Theodor Sundler, Götheborg: Sundler, 1824)
  - Bruden (anonym översättning, Stockholm, 1825-1826)
  - Bruden af Lammermoor (anonym översättning, Hellsten, 1857)
  - Bruden från Lammermoor (översättning Edvin Thall, Nordiska förlaget, 1918)
- 1819 - Ivanhoe
  - Ivanhoe, romantisk målning af England under Richard Lejonhjertas tidhvarf (översättning Johan Henrik Ritterberg, Georg Scheutz, 1821-1822)
  - Ivanhoe (anonym översättning, Hellsten, 1854)
  - Ivanhoe (översättning Petrus Hedberg, Silén, 1900)
  - Ivanhoe (översättning Hugo Hultenberg, Nordiska förlaget, 1912)
  - Ivanhoe (översättning Oscar Heinrich Dumrath, Premie-bibliotekets förlag, 1917)
  - Riddaren av Ivanhoe (översättning Ragnhild Hallén, Lindqvist, 1947)
  - Ivanhoe (översättning Nils Holmberg, Bonnier, 1953)
  - Ivanhoe (översättning Erik Lindström, Niloe, 1969)
- 1819 - A Legend of Montrose
  - En saga om Montrose, den femte af värdshusvärdens berättelser (anonym översättning, Mariefred, 1826)
- 1820 - The Monastery
  - Klostret (anonym översättning, Mariefred, 1826)
  - Klostret (anonym översättning, Hellsten, 1856)
- 1820 - The Abbot
  - Abboten (översättning Gustaf Eriksson, Mariefred, 1826-1827)
  - Abboten (anonym översättning, Hellsten, 1856)
- 1821 - Kenilworth
  - Kenilworth (anonym översättning, Stockholm, 1824-1825)
  - Kenilworth (anonym översättning, Hellsten, 1854)
- 1822 - The Pirate
  - Sjöröfvaren (anonym översättning, Mariefred, 1827-1828)
  - Sjöröfvaren (anonym översättning, Hellsten, 1856)
- 1822 - Halidon Hill (pjäs)
  - Halidon-Hill: romantisk riddarhandling från femtonde århundradet (anonym översättning, Stockholm, 1825)
- 1822 - The fortunes of Nigel
  - Nigels äfventyr (anonym översättning, Mariefred, 1827)
  - Nigels äfventyr (översättning Jacob Ekelund, Stockholm, 1827)
  - Nigels äfventyr (anonym översättning, Hellsten, 1855)
- 1822 - The peveril of the Peak
  - Peveril af fjellet (anonym översättning, Mariefred, 1825-1826)
  - Peveril af fjellet (anonym översättning, Hellsten, 1857)
- 1823 - Quentin Durward
  - Quentin Durward (översättning Jean Erikson, Göteborg, 1824)
  - Quentin Durward (anonym översättning, Stockholm, 1853)
- 1824 - St. Ronan's Well
  - St. Ronans brunn (anonym översättning, Stockholm, 1826)
  - St. Ronans brunn (anonym översättning, Hellsten, 1857)
- 1824 - Redgauntlet
  - Redgauntlet (översättning Jean Eriksson, Göteborg, 1826)
  - Redgauntlet (anonym översättning, Hellsten, 1857)
- 1825 - Tales of the Crusaders
  - Korsfararnes berättelser (översättning Lars Arnell, Stockholm, 1826)
  - Korsfararnes berättelser (anonym översättning, Hellsten, 1855)
- 1825 - The talisman
  - Talismanen (anonym översättning, Stockholm, 1878)
  - Talismanen (översättning M. A. Goldschmidt, Beijer, 1887)
  - Richard Lejonhjärta (anonym översättning?, 1928-1929)
- 1826 - Woodstock, or The Cavalier
  - Woodstock, eller Rojalisten: en berättelse från år ettusende sexhundrade femtio ett (översättning Lars Arnell, Stockholm: Georg Scheutz, 1826-1827)
  - Woodstock eller rojalisten (anonym översättning, Hellsten, 1854)
- 1827 - The life of Napoleon Buonaparte, emperor of the French
  - Napoleon Buonaparte, fransmännens kejsare (anonym översättning, Stockholm, 1827)
  - Lefvernesbeskrifning öfver Napoleon Bonaparte, fransmännens kejsare, med en förutgående öfversigt af fransyska revolutionen (anonym översättning, Örebro, 1827-1830)
- 1828 - Chronicles of the Canongate
  - Canongates chrönika (översättning Lars Arnell, Stockholm, 1828)
  - Canongatans krönika (översättning Gustaf Eriksson, Norrköping, 1828-1829)
  - Canongate's krönika: förra afdelningen (anonym översättning, Hellsten, 1854)
- 1828 - The Fair Maid of Perth
  - Canongates chrönika. Andra flocken. Sanct Valentins dag, eller Den wackra flickan i Perth (översättning Lars Arnell, Stockholm, 1829)
  - Canongatans krönika, andra afdelningen, Den sköna mön i Perth (översättning Gustaf Ericsson, Norrköping, 1829)
  - Canongate's krönika: sednare afdelningen (anonym översättning, Hellsten, 1854)
- 1828-1831 - Tales of a Grandfather; Being Stories Taken from Scottish History
  - Morfars sagor, eller Berättelser ur Skottlands historia (anonym översättning, Norrköping, 1828-1833)
  - Morfars sagor eller Berättelser ur skotska historien (anonym översättning, Hellsten, 1861-1863)
- 1829 - Anne of Geierstein, or The Maiden of the Mist
  - Anna af Geierstein eller Töcken-flickan (anonym översättning, Hellsten, 1856)
- 1832 - Count Robert of Paris
- Grefve Robert af Paris (anonym översättning, Hjerta, 1834)
  - Grefve Robert af Paris (anonym översättning, Hellsten, 1857)
- 1832 - Castle Dangerous
  - Det farliga slottet (anonym översättning, Hellsten, 1857)

Ej identifierade tidiga svenska översättningar
- Bergslottet i Dumfries, eller Stjerntydaren och sigenerskan (översättning Sven Niclas Wahrman, Uppsala, 1822) (Torde vara identisk med Guy Mannering)
- Jungfrun af Neidpath (anonym översättning, Stockholm, 1826)
- Richard Lejonhjerta i Palästina (anonym översättning, Visby, 1827) (Torde vara identisk med Talismanen)
- Mathilda Rokeby, eller Röfwarekulan i Scargill (översättning Per Götrek, Stockholm, 1827)
- Friherrarna von Aspen: tragisk dram i fem akter (översättning Johan Anders Fahlroth, Stockholm: Lublin, 1835)

## Opera
Donizettis opera Lucia di Lammermoor är baserad på romanen Bruden från Lammermoor.

## Monument
Walter Scott blev mycket populär och flera monument har rests till hans ära, däribland Scott-monumentet i Edinburgh.
|  |  |  |